# Pam Bricker
Pamela Carroll Bricker (ur. 7 lipca 1954 w Richmond, zm. 20 lutego 2005 w Takoma Park) – amerykańska wokalistka jazzowa i trip-hopowa. Wykładała na wydziale jazzowym George Washington University. Znana jako jedna z wokalistek Thievery Corporation, zwłaszcza z wykonania utworu „Lebanese Blonde”.

## Życiorys

### Dzieciństwo i młodość
Pamela Carroll Bricker urodziła się w Richmond a wychowała w Summit. Jej rodzice, Peter Bricker i Olivia Lowry pobrali się w roku 1950. Ojciec był specjalistą od psychoakustyki, zatrudnionym w Bell Labs, grającym w wolnych chwilach na puzonie. Pamela w wieku 4 lat zaczęła brać lekcje gry na fortepianie. Jej brat Tom grał na trąbce, a siostra Lisa Day – na flecie. Matka cierpiała na zaburzenia depresyjne. W 1960 roku rodzice rozwiedli się, po czym zawarli ponownie związki małżeńskie: ojciec z koleżanką z pracy, a matka z Henrym Southallem, puzonistą, grającym w zespołach Stana Kentona i Woody’ego Hermana. Pamela już jako dziecko zainteresowała się jazzem. Dzięki rodzicom zapoznała się z muzyką klasyczną (balety Ognisty ptak i Jezioro łabędzie) i muzyką folkową (Peter, Paul and Mary), musicalem (Oliver!), rockiem (Jimi Hendrix) i soulem (Chambers Brothers). Porzuciła grę na fortepianie, którego go nie lubiła i w wieku 9 lat zaczęła grać na klarnecie. Na instrumencie tym grała również w szkole średniej. Zainteresowała się muzyką The Beatles po tym jak zespół ten w 1964 roku przybył na występy do Stanów Zjednoczonych. W czasie nauki w szkole interesowała się również muzyką klasyczną i musicalami, wystawianymi na Broadwayu. Edukację muzyczną kontynuowała później w Hampshire College w Amherst w stanie Massachusetts. Zainteresowała się w tym czasie zagadnieniem społeczeństw utopijnych. Przerwała na pewien czas studia, by związać się ze wspólnotą Twin Oaks. Spędziła w niej dwa i pół roku. W 1975 roku występowała w klubie Poor Richard w Richmond śpiewając i akompaniując sobie na gitarze akustycznej. Później jednak powróciła do Amherst wznawiając przerwane studia. Postanowiła poświęcić się muzyce. Zainteresowała się muzyką jazz-rockową i dokonaniami takich grup jak: Emerson, Lake and Palmer, The Mahavishnu Orchestra i Weather Report. Założyła zespół Bricker Band, który występował w pubach i college’ach stanu Massachusetts.  Zespół rozpadł się w 1978 roku.

### Kariera muzyczna
W 1979 roku spotkała pewnego producenta muzycznego, który zaprosił ją do wytwórni Motown w Los Angeles do nagrania piosenki „Spring Fever”, przewidzianej na ścieżkę dźwiękową filmu Prawie jak w raju z udziałem Susan Sarandon. Nagranie zrealizowano, jednak jej oczekiwania na rozpoczęcie kariery piosenkarskiej nie spełniły się, gdyż oczekiwano od niej pisania piosenek, a nie ich nagrywania. Gdy w jednej z wytwórni usłyszała, że jest zbyt zaawansowana wiekowo, by rozpocząć karierę nagraniową, przeżyła załamanie nerwowe. Po tym niepowodzeniu powróciła do Twin Oaks, gdzie poznała swojego przyszłego męża, Garetha Branwyna. Przez jakiś czas unikała muzyki. W 1981 roku przyjechała z Branwynem do Waszyngtonu. Była przez pewien czas związana (najpierw jako gitarzystka, a następnie jako wokalistka) z folkową piosenkarką Mary Chapin Carpenter. Od około 1982 roku do 1987 była członkiem grupy Mad Romance blisko współpracując z jej założycielem, Rickiem Harrisem. W ciągu kilku lat swego istnienia grupa spotkała się z żywym przyjęciem, nagrała album i wystąpiła w Blue Note Jazz Club w Nowym Jorku oraz na Monterey Jazz Festival. Jednak trudności w uzyskaniu angażu oraz napięcia wśród członków doprowadziły do rozpadu zespołu w 1987 roku. W tym samym roku Pam Bricker urodziła syna, Petera oraz zamieszkała z Harrisem w Henley Park Hotel w Waszyngtonie. Oboje nagrali dwa albumy: All The Things You Are i Echoes of Mad Romance. W 1990 roku opuścili hotel na skutek nieporozumień z jego kierownictwem. W 1993 roku dzięki współpracy z Harrisem zdobyła po raz pierwszy nagrodę Washington Area Music Association. W lutym 1994 roku została zaangażowana do klubu U-Topia. Występowała tam z pianistą Wayne’em Wilentzem i Jimem Westem. 29 i 30 maja 1994 roku nagrała album jazzowy ze standardami Dave’a Frishberga, Lookin' Good - The Songs of David Fishberg. Album ukazał się na rynku w 1996 roku. W 1998 roku zadebiutowała jako wokalistka studyjna zespołu Thievery Corporation śpiewając w utworze „Incident At Gate 7”. W latach 1999, 2000 i 2001 zdobyła kolejne nagrody Washington Area Music Association w kategorii: najlepsza współczesna wokalistka jazzowa; w 2001 roku zdobyła tę nagrodę również w kategorii: najlepszy współczesny album jazzowy (U-topia). Grała w klubach z takimi znanymi muzykami jak gitarzysta Charlie Byrd. Kontynuowała współpracę z Thievery Corporation uczestnicząc w nagraniu trzech utworów przeznaczonych na album The Mirror Conspiracy. Jej najbardziej znanym nagraniem, zrealizowanym z tym zespołem był utwór „Lebanese Blonde”, który znalazł się na ścieżce dźwiękowej Garden State z filmu Powrót do Garden State z 2004 roku. Album ten otrzymał w tym samym roku nagrodę Grammy w kategorii: Best Compilation Soundtrack Album For A Motion Picture, Television Or Other Visual Media. Występując z Thievery Corporation zdobyła światowy rozgłos. Występowała w europejskich klubach i na festiwalach znajdując satysfakcję z przyjęcia jej przez publiczność. W latach 2000–2005 była profesorem–wykładowcą na wydziale jazzu George Washington University. W 2003 roku rozstała się z mężem. 21 lutego 2005 roku popełniła samobójstwo. Gareth Branwyn, jej były mąż stwierdził, iż od pewnego czasu zmagała się z zaburzeniami depresyjnymi.